# Vitry-Laché
Vitry-Laché é uma comuna francesa na região administrativa de Borgonha-Franco-Condado, no departamento Nièvre. Estende-se por uma área de 19,57 km². Em 2010 a comuna tinha 84 habitantes (densidade: 4,3 hab./km²).